# داء الرشاشيات القصبي الرئوي الأرجي
داء الرشاشيات القصبي الرئوي الأرجي (بالإنجليزية: Allergic bronchopulmonary aspergillosis)‏ هي حالة تتمثل بفرط تحسس الجهاز المناعي لفطر الرشاشية (تعد الرشاشية الدخناء أكثر الأنواع شيوعا). يمكن أن يحدث كاختلاط تال للربو ( 1-2%) والداء الكيسي الليفي (5-10%)
تشتمل أعراضه على السعال، الصفير، ارتفاع الحرارة، و الشعور بالتعب.
أبواغ الرشاشية تتواجد في التربة، كما توجد في قشع الأصحاء. الرشاشية الدخناء مسؤولة عن عدد من أمراض الرئة التي تسمى بداء الرشاشيات.
داء الرشاشيات القصبي الرئوي الأرجي يتسبب بالتهاب الشعب الهوائية، مما يؤدي إلى مرض توسع القصبات. إن داء الرشاشيات القصبي الرئوي الأرجي إذا لم يعالج فإن الجهاز المناعي والأبواغ سيتلفان النسيج الرئوي الحساس ويتسببان بتندبه.
التظاهرات السريرية : مريض ربو تفاقمت لديه الأعراض ولا يستجيب لعلاج الربو التقليدي - يترافق مع سعال منتج لقشع يترافق مع سدادات مخاطية بنية اللون .
يستخدم تصوير الصدر بالأشعة السينية والتصوير المقطعي المحوسب في تشخيص المرض، كما يستدل على ارتفاع مستويات الكريين المناعي هـ وكثرة اليوزينيات في التشخيص أيضا. أما الكشف عن وجود الرشاشيات فيستخدم زرع القشع وصبغ القشع.
العلاج يتضمن كورتيكوستيرويدات وعلاج بالمضادات الفطرية.

## العلاج
يجب السيطرة على المرض الكامن لمنع تطور وتفاقم أعراض داء الرشاشيات القصبي الرئوي الأرجي، ويُطبق ذلك عند معظم المرضى عن طريق علاج الربو أو التليف الكيسي الموجود. يجب أيضًا معالجة أي أمراض مرافقة أخرى، مثل التهاب الجيوب الأنفية أو التهاب الأنف.
تساهم آليات فرط الحساسية، في تطور المرض مع مرور الوقت، وعندما تُترك بدون علاج، ستؤدي إلى تليف شديد في أنسجة الرئة. من أجل الحد من كل ذلك، يجب تطبيق العلاج المنصوح به ببالستيرويدات القشرية لانه يشكل الدعامة الرئيسية للعلاج (مثل البريدنيزون). لكن لا يوجد الكثير من الدراسات عن علاج داء الرشاشيات القصبي الرئوي الأرجي بالستيرويدات القشرية، وأغلب الدراسات الموجودة ليست مزدوجة التعمية. على الرغم من ذلك، يوجد دليل على تحسن داء الرشاشيات القصبي الرئوي الأرجي الحاد من خلال العلاج بالستيرويدات القشرية؛ عبر تقليله من حالات التكثف الرئوي الناتج عن الحالة الالتهابية المرافقة للمرض. يوجد تحديات أمام العلاج طويل الأمد بالستيرويدات القشرية؛ فهي تؤدي لضعف حاد في المناعة عند استخدامها بشكل مزمن، بالإضافة إلى الاضطرابات الأيضية. طُورت طرق منهجية لعلاج داء الرشاشيات القصبي الرئوي الأرجي مع أخذ الآثار الضارة المحتملة الناتجة عن العلاج بالستيرويدات القشرية بعين الاعتبار.
تتضمن التقنية الأكثر شيوعًا، والمعروفة باسم التجنيب، استخدام عامل مضاد للفطريات للتخلص من الأبواغ الموجودة في الممرات الهوائية بالتزامن مع تطبيق العلاج بالستيرويدات القشرية. يهدف العلاج المضاد للفطريات إلى تقليل الفطريات التي تسبب التهاب الشعب الهوائية، بالتالي تقليل جرعة الستيرويدات القشرية اللازمة. وجد العلماء بعد تجارب مزدوجة التعمية، وعشوائية، ومضبوطة بالعلاج الوهمي أن العلاج الأفضل هو الإيتراكونازول مرتين يوميًا لمدة أربعة أشهر. أدى هذا العلاج إلى تحسن سريري كبير مقارنة بالدواء الوهمي، وانعكس على مرضى التليف الكيسي. لكن يبدو أن مخاطر استخدام الإيتراكونازول طويل الأمد يفوق مخاطر استخدام البريدنيزون طويل الأمد بجرعات عالية. لم تُدرس بشكل كافٍ حتى الآن عقاقير التريازول الأحدث، مثل بوساكونازول أو فوريكونازول.
في حين أن فوائد استخدام الستيرويدات القشرية على المدى القصير ملحوظة بشكل واضح، وتحسن جودة الحياة، لكن يوجد حالات يتحول فيها داء الرشاشيات القصبي الرئوي الأرجي إلى داء الرشاشيات الغازي أثناء الخضوع للعلاج بالستيرويدات القشرية. قد يحدث أيضًا تفاعل تحسسي للدواء أو تحريض لمتلازمة كوشينغ، أو تحفيز لحدوث اضطرابات أيضية، مثل داء السكري وهشاشة العظام.
من أجل التخفيف من هذه المخاطر، تُخفّض جرعات الستيرويدات القشرية كل أسبوعين في حال لم يتطور المرض بعد كل تخفيض للجرعة. عندما لا تظهر أي تفاقمات ناتجة عن المرض في غضون ثلاثة أشهر بعد التوقف عن تناول الستيرويدات القشرية، يُعتبر المريض في حالة شفاء كاملة. الاستثناء من هذه القاعدة هو المرضى الذين شُخص لديهم إصابة متقدمة بداء الرشاشيات القصبي الرئوي الأرجي، في هذه الحالة، سيؤدي إيقاف الستيرويدات غالبًا إلى تفاقم المرض. يجب أن يستمر هؤلاء المرضى في تناول جرعات منخفضة من الستيرويدات القشرية (ويفضل أن يكون ذلك وفقًا لجدول يومي بديل).
يمكن إجراء اختبارات قياس الغلوبولين المناعي المصلي E لتوجيه العلاج، وتُختبر مستوياته كل 6-8 أسابيع بعد بدء العلاج بالستيرويدات، يليها كل 8 أسابيع لمدة عام واحد. يسمح هذا بتحديد مستويات الغلوبولين المناعي المصلي E الأساسية عند المريض. لا تعود مستويات هذا الغلوبولين المصلي إلى قيمها الطبيعية قبل بدء المرض. يجب إجراء تصوير للصدر بالأشعة السينية أو بالتصوير المقطعي المحوسب بعد شهر إلى شهرين من العلاج لضمان التخلص من الارتشاحات الموجودة.